# Gare de Rome-Trastevere
La gare de Rome-Trastevere (en italien : Stazione di Roma Trastevere) est une gare de Rome située dans le quartier du Trastevere à l'ouest de la ville.